# Óscar de la Riva
Pour les articles homonymes, voir Riva, Zacarías M. de la Riva et José de la Riva-Agüero y Osma.
Óscar de la Riva Aguado est un joueur d'échecs espagnol né le 15 juillet 1972 à Barcelone. Champion d'Espagne en 2003, il est affilié à la fédération d'Andorre depuis 2000. 
Au 1er août 2019, il est le premier joueur d'Andorre avec un classement Elo de 2 467 points.

## Carrière aux échecs
Grand maître international depuis 2004, De la Riva a remporté le championnat d'Espagne en 2003,.
Il remporta le championnat d'Andorre en 2000, 2001, 2007, 2012, 2014 et 2015.
Il a représenté Andorre lors de toutes les olympiades de 2000 à 2022, jouant au premier échiquier de l'équipe d'Andorre de 2000 à 2014, au deuxième échiquier en 2016, au premier échiquier en 2018 et au troisième échiquier en 2022. Il marqua à chaque fois au moins la moitié des points et réalisa une performance Elo de 2 622 points en 2004 et de 2 656 points en 2010.